# Dąbrowa-Kolonia (województwo mazowieckie)
Dąbrowa-Kolonia – wieś sołecka w Polsce położona w województwie mazowieckim, w powiecie garwolińskim, w gminie Łaskarzew.
| SIMC    | Nazwa   | Rodzaj    |
| ------- | ------- | --------- |
| 1054529 | Folwark | część wsi |
| 1054541 | Kresy   | część wsi |

W latach 1975–1998 miejscowość administracyjnie należała do województwa siedleckiego.